# Alice Ghostley
Alice Margaret Ghostley (n. 14 august 1923, Eve⁠(d), Comitatul Vernon, Missouri, SUA – d. 21 septembrie 2007, Studio City⁠(d), California, SUA) a fost o actriță și cântăreață americană. Ea a devenit cunoscută pentru rolurile sale ca vrăjitoarea Esmeralda (1969-1970; 1972) în Bewitched, ca verișoara Alice (1970-1971) în Mayberry R.F.D. și ca Bernice Clifton (1986-1993) în Designinh Women, pentru care ea a primit o nominalizare la premiul Emmy pentru cea mai bună actriță în rol secundar în 1992. Ea a apărut în mod regulat în serialele de televiziune Nichols (1971-1972) și la The Julie Andrews Hour (1972-1973). 

## Tinerețe
Ghostley s-a născut în 1923 în Eve, Missouri, ca fiică a Ednei Muriel (născută Rooney) și a lui Harry Francis Ghostley, care a lucrat ca operator de telegraf. Ea a crescut în Henryetta, Oklahoma. A început studii la Universitatea din Oklahoma, dar le-a abandonat pentru a urma o carieră în teatru. 

## Carieră

### Teatru
Ghostley a jucat pentru prima oară pe Broadway în musicalul de revistă New Faces of 1952 al lui Leonard Sillman și în versiunea cinematografică lansată în 1954. A apărut în spectacolul de revistă A Thurber Carnival (1960) și în The Beauty Part (1962), interpretând mai multe roluri diferite în fiecare dintre ele. De asemenea, a jucat în mai multe comedii muzicale, printre care și Shangri-La (1956). În 1978 i-a succedat lui Dorothy Loudon, care interpretase rolul domnișoarei Hannigan în reprezentația originală de pe Broadway a musicalului Annie.

### Televiziune
Pe 22 februarie 1969 ea a apărut în rolul Aggie în serialul The Ghost &amp; Mrs Muir (cu Edward Mulhare și Hope Lange). În acest episod intitulat „Make Me A Match” căpitanul și doamna Muir au cuplat-o pe Aggie cu Claymore Gregg (Charles Nelson Reilly). La 6 martie 1970 ea a apărut într-un alt episod al serialului The Ghost & Mrs. Muir, intitulat „Cousin Curious”. Ea a interpretat-o pe verișoara Harriet care se implică în viața privată a doamnei Muir. Pentru a-i distrage atenția, Claymore, care se prezintă ca fiind căpitanul Gregg, începe să-i facă curte.
Ghostley a apărut în rolul vrăjitoarei Esmeralda în 15 episoade ale serialului Bewitched între 1969 și 1972. Pe parcursul celor doi ani cât a colaborat la Bewitched, Ghostley a jucat, de asemenea, în Mayberry R.F.D., interpretând rolul verișoarei Alice (omonima rockerului Alice Cooper), creat după personajul mătușa Bee al lui Frances Bavier. Ea a apărut în 14 episoade.
După opt ani, Bewitched a fost anulat de ABC în primăvara anului 1972. Mai târziu în acel an, în luna septembrie, a fost angajată ca invitat în serialul de televiziune ABC The Julie Andrews Hour; Andrews și Ghostley au cântat și au jucat în diferite scheciuri, apărând în serial pe post de colege ce împărțeau un mic apartament. The Julie Andrews Hour a fost anulat de ABC în primăvara anului 1973 după 24 de episoade. În cursul anilor 1970 și 1980, Ghostley a apărut în câteva episoade ale unor comedii de situație, cum ar fi Hogan's Heroes (unde a interpretat-o, alternativ cu Kathleen Freeman, pe Gertrude Linkmaier, sora generalului Burkhalter), Good Times, Maude, One Day at a Time, The Odd Couple și What's Happening!!.

### Filme
Unul dintre cele mai cunoscute roluri în filme ale lui Alice Ghostley a fost cel al vecinei bârfitoare Stephanie Crawford din ...Să ucizi o pasăre cântătoare (1962). A jucat în versiunea cinematografică a spectacolului Grease în rolul doamnei Murdock. În 1985 a apărut într-un rol secundar în comedia Not for Publication cu Nancy Allen. Alice a jucat rolul bunicii din filmul Addams Family Reunion, lansat direct pe casetă video.

## Premii
Ghostley a primit o nominalizare la premiul Tony la sfârșitul anilor 1960 pentru diferitele roluri pe care le-a jucat în comedia de pe Broadway The Beauty Part. De asemenea, a câștigat un premiu Tony pentru cea mai bună actriță pentru rolul său din filmul The Sign in Sidney Brustein's Window. În 1992 a obținut o nominalizare la premiul Emmy pentru rolul său din Designing Women.

## Viața personală
Ghostley a fost căsătorită cu Felice Orlandi, un actor italo-american, din 1953 până la moartea sa în 2003. Nu au avut copii.

## Moartea
Alice Ghostley a murit la casa ei din Studio City, California, la 21 septembrie 2007, după o luptă lungă cu cancer de colon și o serie de accidente vasculare cerebrale. Pe 20 august 2009 cenușa ei a fost dusă în Cimitirul Oak Hill din Siloam Springs, Arkansas, și îngropată alături de sora ei, Gladys (21 iunie 2009). Cele două surori sunt înmormântate lângă părinți.

## Filmografie selectivă
- 1954 New Faces - propriul rol
- 1962 ...Să ucizi o pasăre cântătoare (To Kill a Mockingbird), regia Robert Mulligan - Miss Stephanie Crawford
- 1963 My Six Loves - Selena Johnson
- 1967 The Flim-Flam Man - dna. Packard
- 1967 Absolventul (The Graduate), regia Mike Nichols - dna. Singleman
- 1968 With Six You Get Eggroll - Molly
- 1969 Viva Max - Hattie
- 1973 Ace Eli and Rodger of the Skies - sora Lite
- 1976 Gator - Emmeline Cavanaugh
- 1977 Blue Sunshine - vecina lui O'Malley
- 1978 Record City - soția îngrijorată
- 1978 Rabbit Test - asistenta Tumm
- 1978 Grease, regia Randal Kleiser - dna. Murdock
- 1984 Not for Publication - Doris Denver
- 1998 Un cuplu ciudat II, regia Howard Deutch - Esther, the Whiner
- 1998 Addams Family Reunion (film TV) - bunica Addams
- 1999 Palmer's Pick-Up - dna. Eleanor Palmer
- 2000 Whispers: An Elephant's Tale - Tuskless (voce)
- 2006 Mothers and Daughters - doctorița (ultimul rol în film)

## Filme și seriale de televiziune (selecție)
- Lights Out - secretara lui Chambers (1951, „Perchance To Dream”)
- The Best of Broadway - Clara Hyland (1955, „The Show-Off”)
- Star Stage (1955, „A Letter to Mr. Priest”)
- Playwrights '56 - dna. Hope (1956, „Flight”)
- Dow Hour of Great Mysteries - Charlotte (1960, „The Dachet Diamonds”)
- Play of the Week (1960, „Highlights of New Faces”)
- Art Carney Special (1961, „Everybody's Doin' It!”)
- The Tom Ewell Show - Polly (1961, „The Chutney Caper”) și Lavinia Barrington (1961, „I Don't See It”)
- Car 54, Where Are You? - Bonita Kalsheim (1961, „Christmas at the 53rd” și „Love Finds Muldoon”)
- The United States Steel Hour - Ida Routzeng (1959, „A Taste of Champagne” și 1962; episodul „You Can't Escape”)
- Naked City - contabila Clara (1963, „One, Two, Three, Rita Rakahowski”)
- The Trials of O'Brien - Eve Roberti (1965, „The Trouble with Archie”)
- Please Don't Eat the Daisies - Miss Feather (1966, „Move Over, Mozart”)
- The Farmer's Daughter - Jane Marshall (1966, „The Wife of Your Friend May Not Be a Friend of Your Wife”)
- Captain Nice - dna. Nash (1967, 15 apariții)
- Insight - mama (1968, „Watts Made Out of Thread”)
- He &amp; She - Norma Nugent (1968, „What's in the Kitty?”)
- Get Smart - Verna (1966, „The Last One in Is a Rotten Spy”) și Naomi Farkas (1968, „The Farkas Fracas”)
- The Mothers-in-Law - dna. Irene Wiley (1969, „And Baby Makes Four”)
- It Takes a Thief - Miss Prillo (1969, „The Second Time Around”)
- The Ghost &amp; Mrs. Muir - Aggie Burns (1969, „Make Me a Match”) și verișoara Harriet (1970, „Curious Cousin”)
- The Odd Couple - Mimi (1970, „The Breakup")
- Hogan's Heroes - Gertrude Linkmaier (1969, „Watch the Trains Go By”) și dna. Mannheim (1971, „That's No Lady, That's My Spy”)
- Mayberry R.F.D. - verișoara Alice (1970-1971, două apariții)
- Bewitched - Naomi Hogan (1966, „Maid to Order”) și Esmeralda (1969-1972, 15 apariții)
- Nichols - Bertha (1971-1972, două apariții)
- Here We Go Again - dna. Nicholson (1973, „After the Wedding Bells”)
- Love, American Style - dna. Silversmith (1969), dna. Billingsley (1971), mama (1971) și Gladys (1972)
- The New Temperatures Rising Show - dna. Lindsey (1972, „Ellen's Flip Side”) și Edwina Moffitt (1974, șapte apariții)
- Kolchak: The Night Stalker - dr. Agnes Temple (1974, „Bad Medicine”)
- Great Performances - dna. Taylor (1975, „Who's Happy Now?”)
- Big Eddie - Violet Klabber (1975, „Crashing Violet”)
- Maude - Hazel M. Hathaway (1976, „Walter's Stigma”)
- Mary Hartman, Mary Hartman - Gladys Dillworth (1976, două apariții)
- Monster Squad - regina albină (1976, „Queen Bee”)
- All's Fair - Inez (1976, „Living Together”)
- What's Happening!! - dna. Turner (1977, „The Maid Did It”)
- The Nancy Walker Show - Louise (1977, „The Partners”)
- CHiPS - Mamie (1978, „Rustling”)
- Police Woman - șefa (1978, „Sunset”)
- Carter Country (1978, „The Chief's Dressing Gown”)
- Family - dna. Hanley (1978, „A Friend of the Family's”) și altele
- One Day at a Time - Harriet Loring (1977-1978, două apariții)
- Chico and the Man - Harriett (1978, „The Peeping Tom”)
- Friends - dna. Sandler
- Gimme a Break! - dna. Falconberg (1982, „Love Thy Neighbor”)
- Trapper John, M.D. - Marge Collins (1984, „The Fred Connection”)
- Mama Malone - Nedda (1984, „Shall We Dance?”)
- Tales from the Darkside - Elinor Colander (1985, „Anniversary Dinner”)
- Highway to Heaven - dna. Schtepmutter (1985, „Cindy”)
- Stir Crazy (1985, „The Love Affair”)
- Simon &amp; Simon - bunica Marie Cooper (1986, „Family Forecast”)
- The New Leave It to Beaver - Miss Honeywell (1986, „Miss Honeywell Comes to Town”)
- Punky Brewster - dna. Winston (1987, „Punky's Big Story”)
- The Golden Girls - dna. Zbornak (1988, „Mother's Day”)
- Small Wonder - Ida Mae Brindle (1988, patru apariții)
- B.L. Stryker - dna. Parkinson (1990, „Night Train”)
- Hearts Are Wild - Margaret Sawyer (1992, „Pilot”)
- Designing Women - Bernice Clifton (1986-1993)
- Daddy Dearest - mătușa Adelaide (1993, „Thanks, but No Thanks”)
- Evening Shade - Irna Wallingford (1992-1994, șase apariții)
- Cobra - Lorinda McClure (1994, „Lorinda”)
- Diagnosis Murder - dna. Groviak (1994, „You Can Call Me Johnson”)
- The Client - mătușa Mabel (1996, „Damn Yankees”)
- Touched by an Angel - dna. DeWinter (1997, „Labor of Love”)
- Aaahh! Real Monsters - bunica (1996), vocea asistentei (1996), femeia excentrică (1997), vocea soției (1997)
- Sabrina the Teenage Witch - străbunica (1997, „Witch Trash”)
- Rugrats - dna. Holkin (1997, două apariții)
- Channel Umptee-3 - vocea Pandorei Rickets (1997)
- Dharma and Greg - Alice Binns (1998, „Dharma and Greg's First Romantic Valentine's Day Weekend”)
- Hercules - Miss Cassiopeia (1998, patru apariții)
- Passions - Matilda Matthews (2000, patru apariții)

## Legături externe
- en Alice Ghostley la Internet Broadway Database
- Alice Ghostley la Internet Movie Database
- Alice Ghostley la TCM Movie Database
- en Ghostley&middle= Alice Ghostley la Internet Off-Broadway Database
- Alice Ghostley, Comic TV and Stage Actress, Dead at 81
- The Final Taxi Podcast on Alice Ghostley